# Scottish League One 2019-2020
La Scottish League One 2019-2020 è stata la 45ª edizione di quella che era la Scottish Second Division e la settima sotto la nuova denominazione. Il 13 marzo 2020 tutti i campionati SPFL sono stati sospesi a tempo indeterminato a causa della pandemia COVID-19. L'8 aprile, con la pandemia in corso, il consiglio dell'SPFL ha proposto di ridurre la stagione della League One 2019-20 e di utilizzare i punti a partita guadagnati da ciascuna squadra fino ad oggi come classifica finale. Il piano è stato approvato il 15 aprile, il che significa che il campionato è stato dichiarato terminato e i Raith Rovers sono stati incoronati campioni e Stranraer retrocesso in Lega 2.

## Squadre partecipanti
| Squadra         | Città       | Stadio                     | Capienza | Posizione 2018-2019                                                        |
| --------------- | ----------- | -------------------------- | -------- | -------------------------------------------------------------------------- |
| Airdrieonians   | Airdrie     | Excelsior Stadium          | 10,170   | 5º posto                                                                   |
| Clyde           | Cumbernauld | Broadwood Stadium          | 8086     | 2º posto in Scottish League Two 2018-2019, vincitrice play-off promozione. |
| Dumbarton       | Dumbarton   | Dumbarton Football Stadium | 2,020    | 6º posto                                                                   |
| East Fife       | Methil      | Bayview Stadium            | 1,980    | 7º posto                                                                   |
| Forfar Athletic | Forfar      | Station Park               | 6,777    | 2º posto                                                                   |
| Montrose        | Montrose    | Links Park                 | 4,936    | 4º posto                                                                   |
| Peterhead       | Peterhead   | Balmoor Stadium            | 4,000    | 1º posto in Scottish League Two 2018-2019                                  |
| Raith Rovers    | Kirkcaldy   | Stark's Park               | 8,473    | 3º posto                                                                   |
| Stranraer       | Stranraer   | Stair Park                 | 2,988    | 8º posto                                                                   |

## Classifica finale
|  | Pos. | Squadra         | MP   | Pt | G  | V  | N  | P  | GF | GS | DR  |
|  | ---- | --------------- | ---- | -- | -- | -- | -- | -- | -- | -- | --- |
|  | 1.   | Raith Rovers    | 1,89 | 53 | 28 | 15 | 8  | 5  | 49 | 33 | +16 |
|  | 2.   | Falkirk         | 1,86 | 52 | 28 | 14 | 10 | 4  | 54 | 18 | +36 |
|  | 3.   | Airdrieonians   | 1,71 | 48 | 28 | 14 | 6  | 8  | 38 | 27 | +11 |
|  | 4.   | Montrose        | 1,68 | 47 | 28 | 15 | 2  | 11 | 48 | 38 | +10 |
|  | 5.   | East Fife       | 1,61 | 45 | 28 | 12 | 9  | 7  | 44 | 36 | +8  |
|  | 6.   | Dumbarton       | 1,36 | 38 | 28 | 11 | 5  | 12 | 35 | 44 | -9  |
|  | 7.   | Clyde           | 1,21 | 34 | 28 | 9  | 7  | 12 | 35 | 43 | -8  |
|  | 8.   | Peterhead       | 0,96 | 26 | 27 | 7  | 5  | 15 | 30 | 44 | -14 |
|  | 9.   | Forfar Athletic | 0,86 | 24 | 28 | 6  | 6  | 16 | 26 | 47 | -21 |
|  | 10.  | Stranraer       | 0,59 | 16 | 27 | 2  | 10 | 15 | 28 | 57 | -29 |

Legenda:

      Campione di League One e promossa in Championship
      Retrocessa in League Two
Note:

Tre punti a vittoria, uno a pareggio, zero a sconfitta.

## Verdetti
- Raith Rovers: Vincitore della Scottish League One, promosso in Scottish Championship 2020-2021.
- Stranraer: Ultimo della Scottish League One, retrocesso in Scottish League Two 2020-2021.